# Cauda Pavonis
I Cauda Pavonis sono un gruppo musicale gothic rock inglese fondato nel 1998 da Su Farr (che più tardi si farà chiamare Wainwright). In origine il gruppo fu concepito solamente come una "romantica esperienza dark" ma ben presto riuscì a farsi conoscere dalle scene londinesi supportando band come gli Inkubus Sukkubus e gli Star Industry.
All'inizio i Cauda Pavonis furono notati per le melodie molto studiate, minimaliste, sintentizzanti differenti elementi e per insolito modo di utilizzare la batteria. 
Mick Mercer, giornalista musicale inglese, scrive di loro sul suo libro "21th century Goth" «Duetto dark proveniente da Londra con un radioso futuro» e aggiunge riguardo alla cantante Sue Wainwright "la voce più goth dopo la morte di Rozz Williams".
Nel corso degli anni la band aggiunse due elementi alla sua formazione. Partecipò 2 volte al Whitby Gothic Weekend e al prestigioso Wave-Gotik-Treffen.

## Formazione
- Su Wainwright  (Parole, musica, voce) 1998 - oggi
- Dave Wainwright (Parole, musica, batteria, voce) 1998 - oggi
- Chris Hines (Chitarra) 2003 - present
- Jessica Phoenix (Basso) 2004 - 2005
- Tom Cole (Basso) 2005 - 2006
- Rob Quick (Basso) 2008 - oggi

## Discografia

### CD
- Initiation (CD:EP) 1999
- Pistols at Dawn (CD:LP) 2000
- Controversial Alchemy (CD:LP) 2001
- Sigil (CD:LP) 2003
- Carnival Noir (CD:EP) 2005
- Wars & Masquerades (CD:LP) 2008

### Download digitali
- Sigil (LP)
- Carnival Noir (EP)
- Wars & Masquerades (LP)

### Raccolte
- State of Decay Cat:NEONCD1 2000
- Dance of the Vampires 2 - THE RESURRECTION Cat: Goth AId 2002
- Carpe Noctum New Blood Volume 1 Cat: CNOCCD001 2002
- Now That's What I Call Elviras Cat: elvcd4bd 2003
- Sick Twisted Individual Volume 1 Cat: Night CD51 (NightBreed Records) 2003[3].
- Insanitorium: Heckling From the Cheap Seats 2003
- New Dark Age Volume 2 (Strobelight Records) 2004[4].
- Gospels from your Stereo (Strobelight Records) 2006[5].
- In The Dark Of Night Cat: IM-DON01 (Insomnia Media) 2008
- Till Dawn Do Us Part 08 Cat: None 2008[6].

### Cover
- Kaleidoscope 7 Cat: Kaleidoscope 7 (cover CD) 2000
- Kaleidoscope 10 Cat: Kaleidoscope 10 (cover CD) 2001[7].
- TWF Magazine 5 (cover CD) 2005
- Insomnia Magazine 1 (cover CD) 2006
- Insomnia Magazine 2 (cover CD) 2006
- Gothic Compilation Part XXXVI (DE)(Batbeliever Releases) 2007[8].
- Unscene Magazine 4 (cover CD) 2007
- TWF Magazine 8 (cover CD) 2007
- Synthetics Magazine 77 (cover CD) 2007
- Crawling Tunes Magazine 6 (cover CD) 2007
- Insomnia Magazine Jan/Feb 08 (cover CD) 2007

### Videografia
- Bloodkiss [Magick Eve version] (2004)
- Carnival Noir (2006)

### DJ Promo's
- Wardance [s.u.b. version] (2002)
- Tying the Knot (2005)

## TV
- Magick Eve, ITV1, aprile 2004[9][10]